# The Village (Oklahoma)
The Village es una ciudad ubicada en el condado de Oklahoma en el estado estadounidense de Oklahoma. En el año 2010 tenía una población de 	8929 habitantes y una densidad poblacional de 1.352,88 personas por km².

## Geografía
The Village se encuentra ubicada en las coordenadas 35°34′7″N 97°33′24″O / 35.56861, -97.55667 (35.568723, -97.556600).

## Demografía
Según la Oficina del Censo en 2000 los ingresos medios por hogar en la localidad eran de $37,559 y los ingresos medios por familia eran $44,632. Los hombres tenían unos ingresos medios de $32,204 frente a los $24,896 para las mujeres. La renta per cápita para la localidad era de $20,444. Alrededor del 10.1% de la población estaban por debajo del umbral de pobreza.